# ヒューストンにおける日本人の歴史
ヒューストンにおける日本人の歴史（ヒューストンにおけるにほんじんのれきし、英:History of the Japanese in Houston）では、ヒューストンやグレーターヒューストン都市圏における日本人および日系アメリカ人の歴史について説明する。
2010年のアメリカ合衆国国勢調査によると、ハリス郡の日本民族の人口は3566人で郡内のアジア人の1.3％を占める。同郡内に1990年には同じく3425人（同3.1％）を記録、2000年統計では3574人（同1.9%）だった。
2013年にヒューストン日米協会 (JASH) 理事のパスティ・ユーン・ブラウンはヒューストンの日系アメリカ人コミュニティは約3000人であると述べ、ヒューストン・クロニクル紙のMinh Damが言い換えたように、「この地域の他のアジア系アメリカ人コミュニティに比べて比較的少数」である。

## 歴史

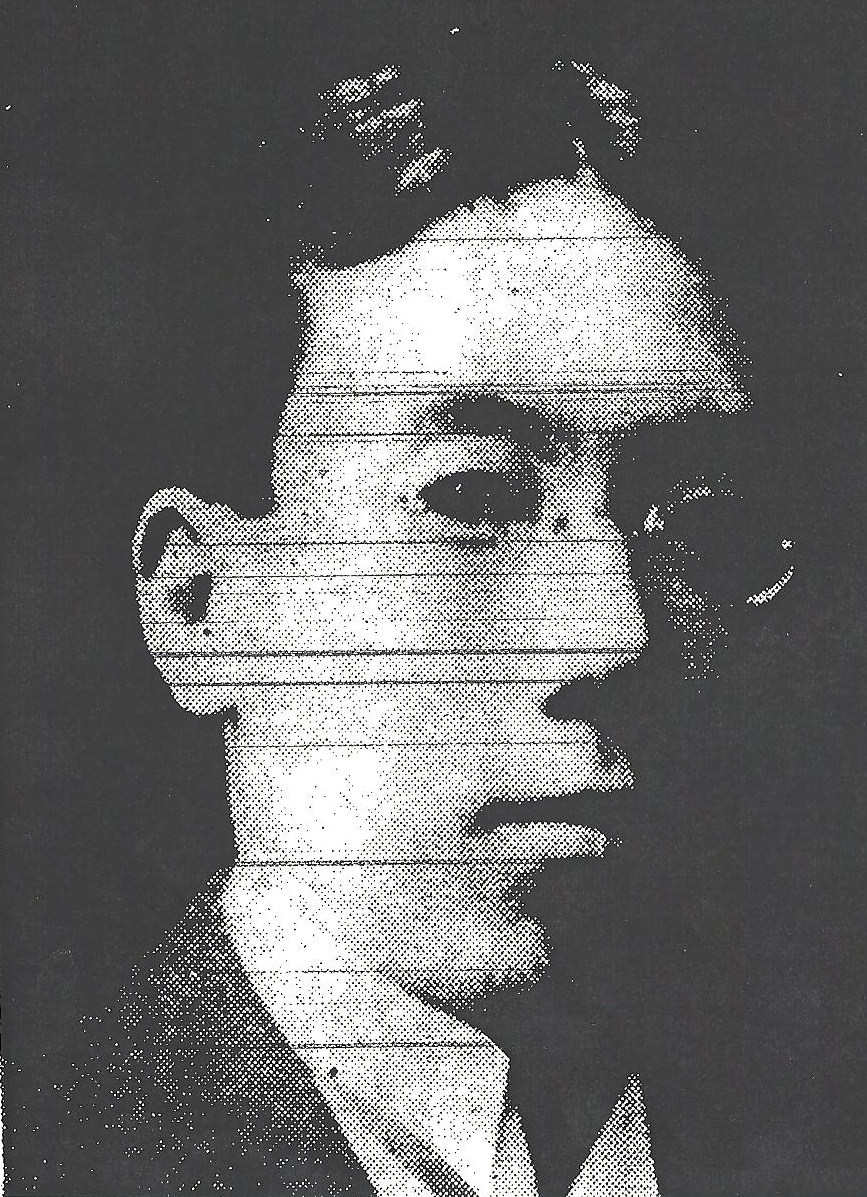
前川真平（英語の綴りはShinpei Mykawa）

1900年までに、ヒューストンには労働者として働く若干の日本人が存在しており、 ヒューストンにいる一部の日本人は必要な英語知識が足りないため、労働者階級の人々に振る舞うためのレストランを開業して、アメリカ料理を安価で提供していた。1890年代に岡崎ツネキチと名乗る男（彼はアメリカ名「Tom Brown」を取得した）がダウンタウン・ヒューストンに日本食レストランを開き、到着したばかりの日系テキサス人を多く雇っていた。
1902年に内田定槌がヒューストンを訪問した。そこでヒューストン市の指導者たちが彼に語ったのは、日本人にコメ植民地の所有運営を認めることに関心があるとのことだった。 日本で内田はその情報について友人と相談し、稲作の契機について語った内容を文面で発表した。1902年または1903年に到着した西原清東は、新聞編集者、銀行の頭取、サザン・パシフィック鉄道の「植民地代理人(colonization agent)」と会談した後、内田の助言に従ってウェブスター（テキサス州）の鉄道近辺に土地を購入した。 彼はテキサス州でよく生育できるタイプの米「神力(shinriki)」を使用した。西原はテキサス州に妻と14歳の息子を連れて行った。 西原は自分のために働いてくれるよう日本人を説得し、妻たちも連れて来た男性にボーナスを支払った。西原は、テキサスにコメの大農園を設立するよう内田が説得していた最初の日本人だった。このウェブスター植民農園は、225エーカー（91ヘクタール）の広さだった。1904年にミズーリ州で開催されたセントルイス万国博覧会の後、 著名な日本人が植民地を訪れ、別の日本人が稲作の開始を試みた。社会主義者の片山潜がコメ植民地を始めたものの失敗した、一方でジャーナリストの大西理平は従兄弟のトライチと共にこの事業に成功した。1904年の万国博覧会でテキサスを訪問した前川真平は、1906年にその地に戻ってきた。同年の事故で彼が死去したのち、サンタフェ鉄道の職員は、彼のコミュニティ内にあった鉄道駅の名称をエリン駅から 「Mykawa」駅に改名し、Mykawa Roadも彼の名前にちなんで命名された。
岡崎は後の1907年に稲作を開始し、日本食レストランを含めさらに2軒のレストランを設立し、1911年にはジャパン・アート・アンド・ティー・カンパニー(Japan Art and Tea Company)を設立した。第一次世界大戦後、米の価格は下落した。
『The Japanese Texans』の著者トーマス・K・ウォールズは、日系ヒューストン人を含む日系テキサス人はカリフォルニア州の日本人とは異なり、一般的に良い待遇をされていると述べた。テキサス州は、カリフォルニア州の反日的態度とは違っていた。Karkabiは「第二次世界大戦が日系テキサス人が問題に遭遇した数少ない年の1つだった」と書いた。 
ウェブスター農業植民地の日本人オーナーは、世界恐慌の時に土地の大半を失った。
ある時期、前川は日本人稲作農家のコミュニティを持っていた。ヒューストン・ポスト紙のジョン・M・ムーアは、近くの油田によってもたらされた塩水と廃油が日本人農家により栽培された一部の水田作物をダメにしてしまい、それが原因で彼らは第二次世界大戦前にこの地域を離れることになった「ように思える」と述べた。地域住民側は第二次世界大戦の結果として農家が去ったのだと誤って信じていた、とムーアは述べた。1951年までに、最も近い日本人農家はMinnetex
付近にいた。その年の間に、以前Mykawaに住んでいた日本人農家の多くがハリス郡北部に移り住んだ。
1991年までに州間高速道路45号線が元の農場地域に隣接した。その91年にフィエスタ・マートが開業した。1991年には、まだウエブスターのコメ植民地のメンバーが2人生存していた。 その一人カガワ・キチ(Kagawa Kichi)は、かつて農場の一部だった30エーカー（12ヘクタール）の土地に息子ビルと一緒に住んでいた。キチの夫でビルの父親はヨネキチという名前だった。
2015年にヒューストン日本商工会には681人の会員がいる。会員数は2年間で50％増加した。

## 経済

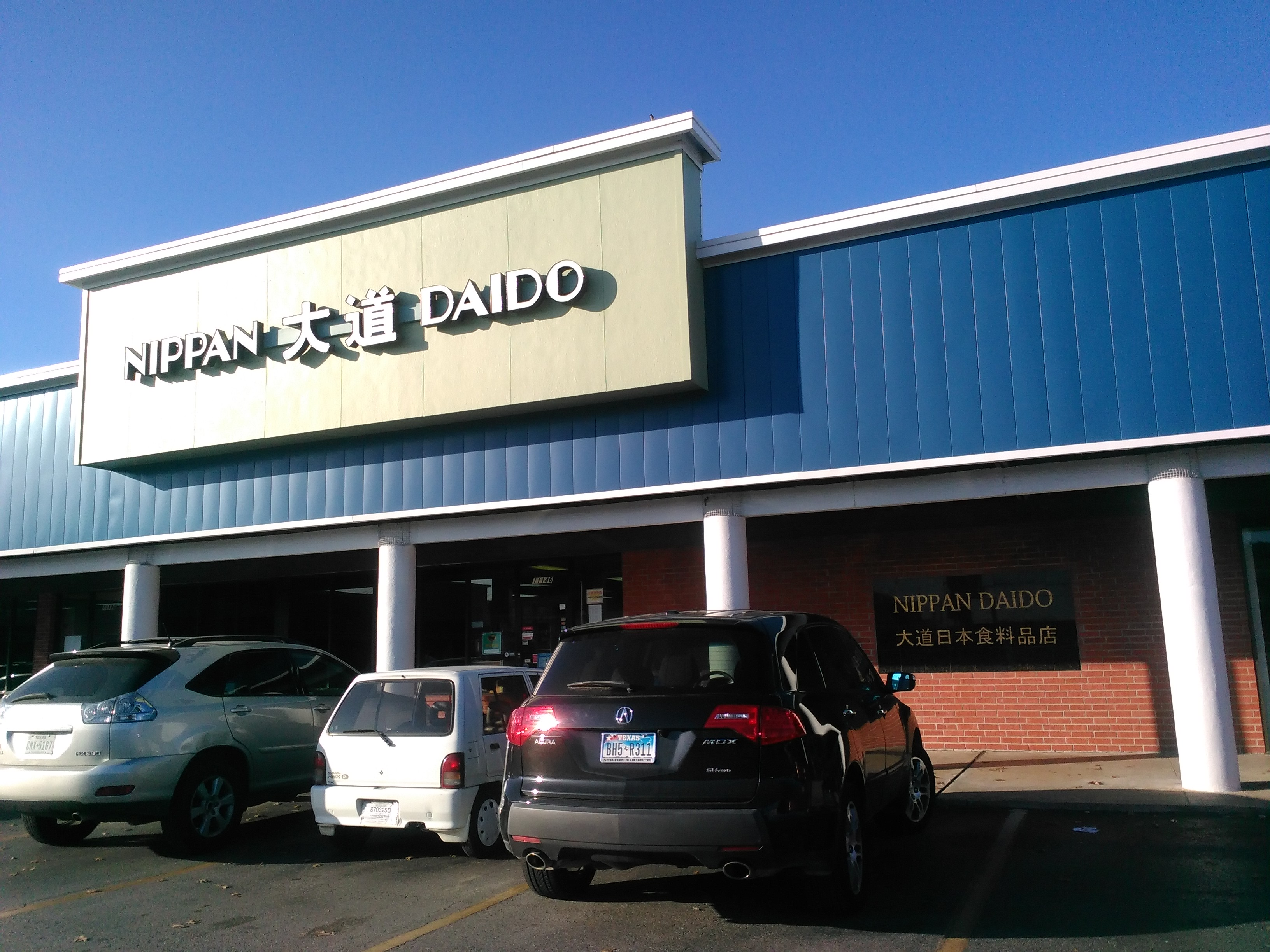
Nippan Daido（大道日本食料品店）

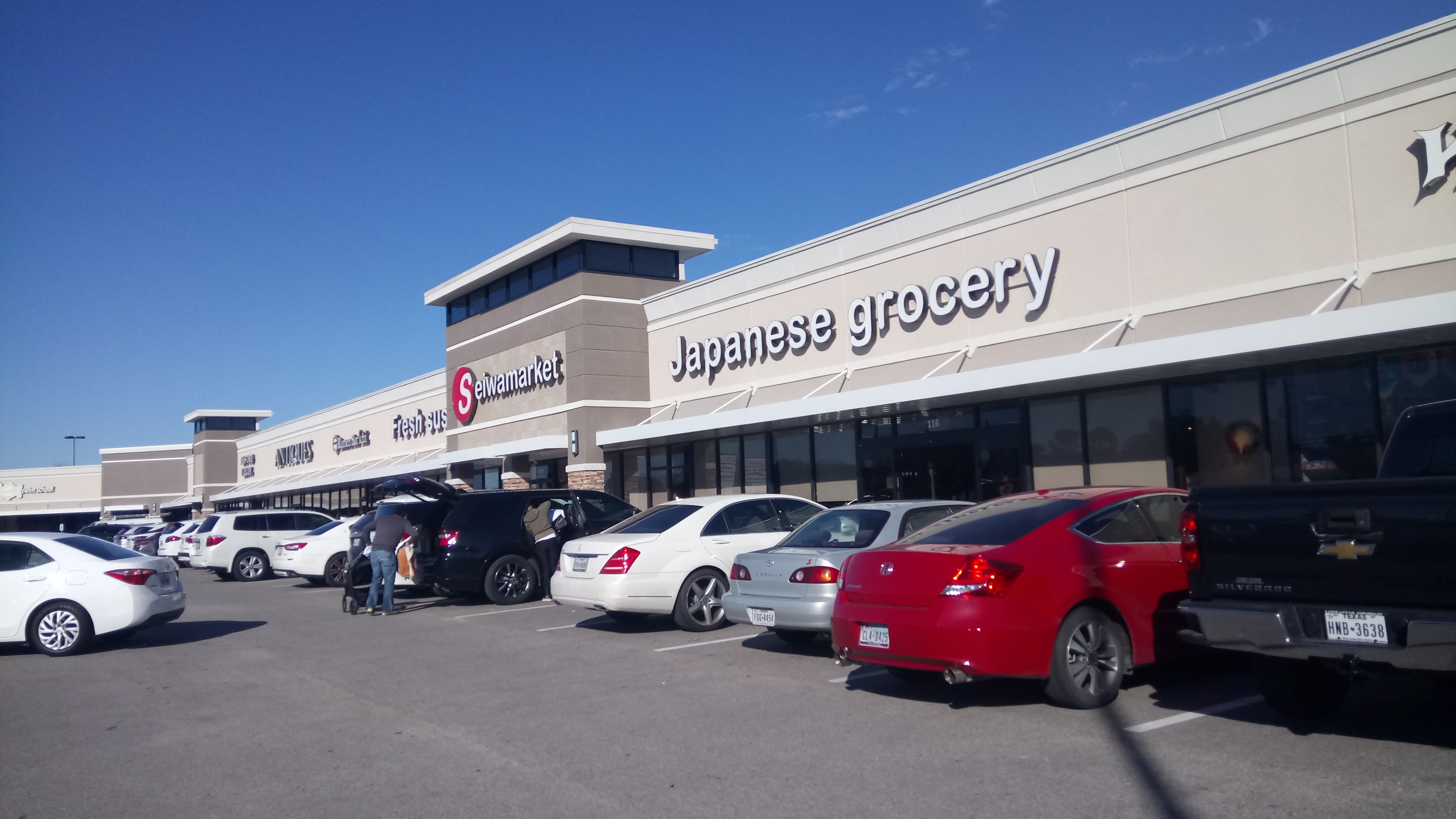
Seiwa Market（セイワ・マーケット）

ヒューストン初の日本食料雑貨店はウェストチェイス地区のウェストハイマー・ロード(Westheimer Road)にある「Nippan Daido（大道日本食料品店）」である。1998年時点で日本語が主流言語であり、大半の商品が日本語と英語で記されている。1988年、ヒューストン・クロニクル紙のLeslie Wattsは「日本で見かける小規模な近所のスーパーと外観、音、匂いが事実上同じである」と記した。1988年時点で同店舗は麺類、果物、野菜、ビデオレンタル、下着類、靴下、折り紙キット、おもちゃ、人形、ゴキブリ用の罠、薬品調剤を扱っていた。同じく1998年時点で、魚、紅茶、醤油、冷凍餃子、アルコール、豆腐ソース、味噌汁、炊飯器、箸、日本のビデオも扱っていた。それはホワイト・プレインズ (ニューヨーク州)に本拠を置くチェーンの支店であり、日系アメリカ人の企業であるこのチェーンは1988年に米国内で4拠点を置いていた。
2015年、マルカイマーケットの共同設立者であるヒデオ・マツジロウはヒューストンで初の大型日本食料雑貨店を開業する計画があると発表した。同店舗はヒューストン・エナジー・コリドーにあるアシュフォード・ビレッジ(Ashford Village)ショッピングセンターで2015年秋にオープンする予定であった。同ショッピングセンターは以前は空いていた。2016年8月に「Seiwa Market（セイワ・マーケット）」という店舗がソフトオープンを実施した。Susan Kwok Annoraという不動産業者は、2016年にセイワおよび一部の関連日本企業の開発がヒューストンに「日本人街」を起ち上げるかもしれないと述べた。 
2015年現在、ヒューストンのチャイナタウンには「Fit」と呼ばれる日本の家庭用品店がある。

## 教育

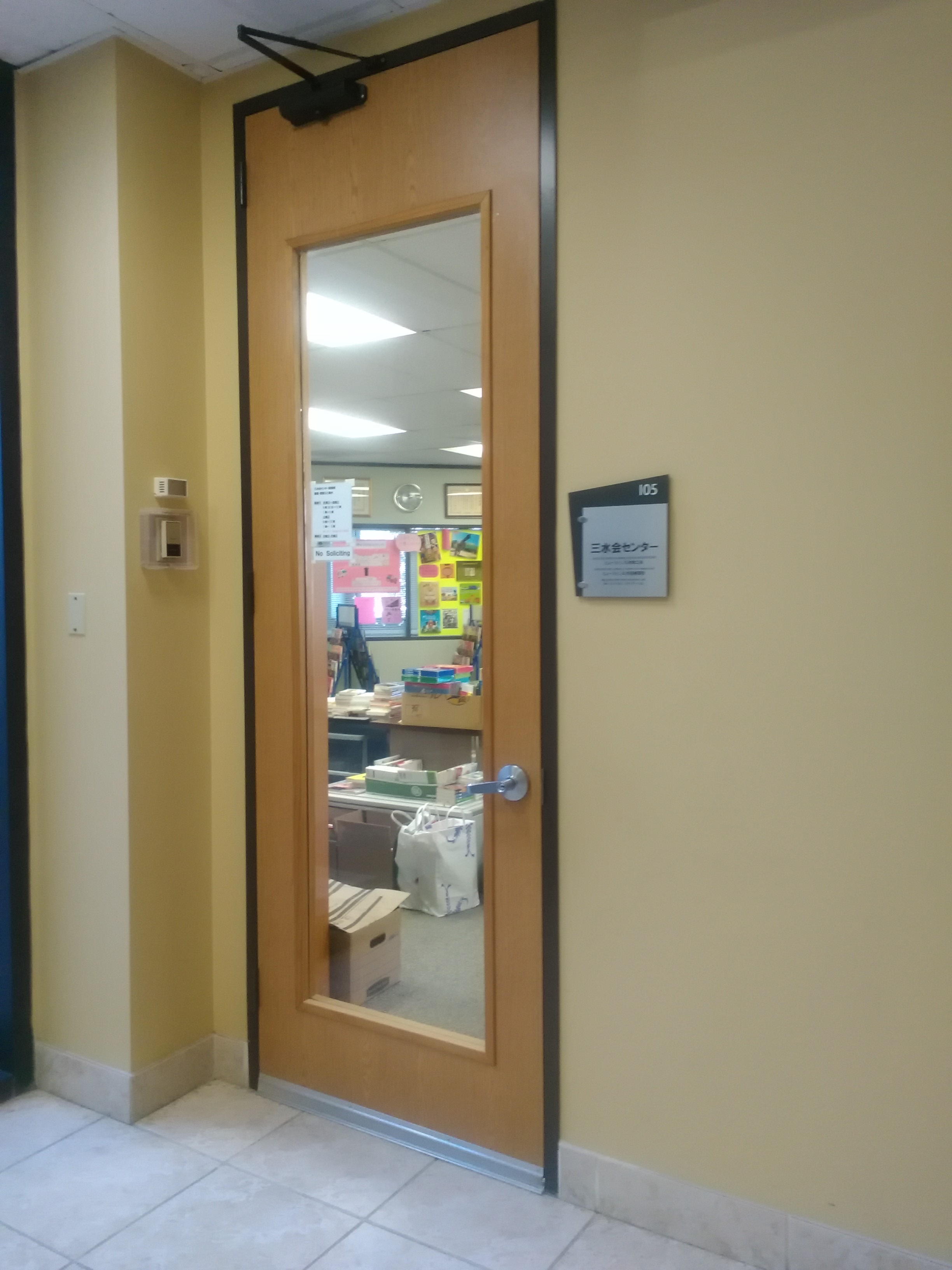
三水会センター。三水会センター図書館のほか、ヒューストン日本商工会、ヒューストン日本語教育振興会、JBAヒューストン・ファンデーションInc.の各事務局もある。

2016年現在、以下の公立学校には日本人学生が多く在籍している。
- 小学校：ヒューストン独立学区(HISD)ではバーバラ・ピアース・ブッシュ(Barbara Pierce Bush)、レイ・ケイ・デイリー(Ray K. Daily)、ロバーツ(Oran M. Roberts)小学校。スプリング・ブランチ独立学区（英語版）(英語: Spring Branch Independent School District, SBISD)ではバンカーヒル(Bunker Hill)小学校。ケイティ独立学区（英語版）(Katy Independent School District, KISD)ではノッティンハムカントリー (Nottingham Country)小学校。クリアクリーク独立学区（英語版）(Clear Creek Independent School District, CCISD)ではジョン・エフ・ワード(John F. Ward)小学校。
- 中学校：ヒューストンISDではウェスト・ブライヤー(West Briar)中学校。SBISDではメモリアル(Memorial)中学校とスプリングフォレストミド(Spring Forest)中学校。
- 高等学校：SBISDにあるスタッフォード高校（英語版） (Stratford High School)

日本語補習授業校としてヒューストン日本語補習校が市内にあり、授業はウェストチェスター国際研究アカデミー(Westchester Academy for International Studies)で行われている。同学校の事務局はアシュフォード記念広場の三水会センターにある。この学校は日本の教育機関（JEI、ヒューストン日本語教育振興会）で運営されており、5歳から18歳までの日本語話者が対象である。その学生の多くは一時的に米国に居住している。
ここには三水会センター図書館という、ヒューストンに1ヵ所の日本語図書館がある。

## レクリエーション
ヒューストン日米協会主催のジャパン・フェスティバル(Japan Festival)がハーマン・パークで毎年開催されている。これは同公園での開催が認められている唯一の屋外祭典である。2013年には、約2700人が同フェスティバルに来場した。

## 機関

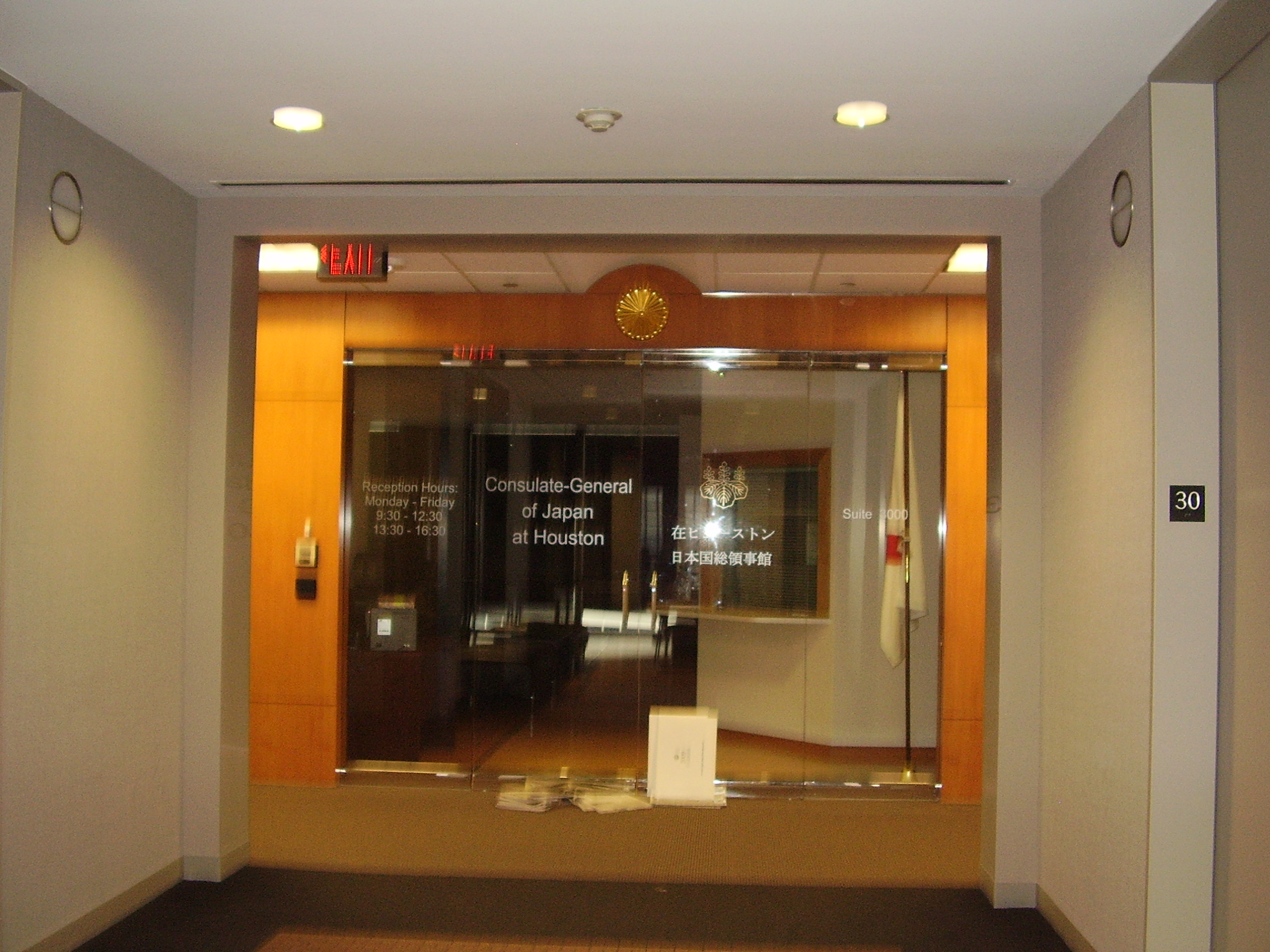
在ヒューストン日本国総領事館

在ヒューストン日本国総領事館は、ダウンタウン・ヒューストンの2 Houston Centerビルの30階にある。同領事館はテキサス州とオクラホマ州を管轄している。

## 交通
1999年、コンチネンタル航空はジョージ・ブッシュ・インターコンチネンタル空港から東京近郊の成田国際空港への空輸サービスを開始した。ヒューストン市は1969年以来、東京へのフライトを希求していた。コンチネンタル航空はもともと1998年12月30日に開始する予定で、米国と日本の当局が両国間の新しいサービスを許可することに合意した後、コンチネンタル航空がその権利を取得した。コンチネンタル航空は後にユナイテッド航空と合併した。
2015年に全日本空輸(ANA)が東京成田からヒューストン・ブッシュへの空輸サービスを開始した。 当時の代表取締役社長である篠辺修は、ヒューストンにサービスを始めた理由の一つとして、ヒューストン地区の日本企業の存在を挙げている。

## ゆかりの著名人物
- 前川真平
- 西原清東

## ギャラリー

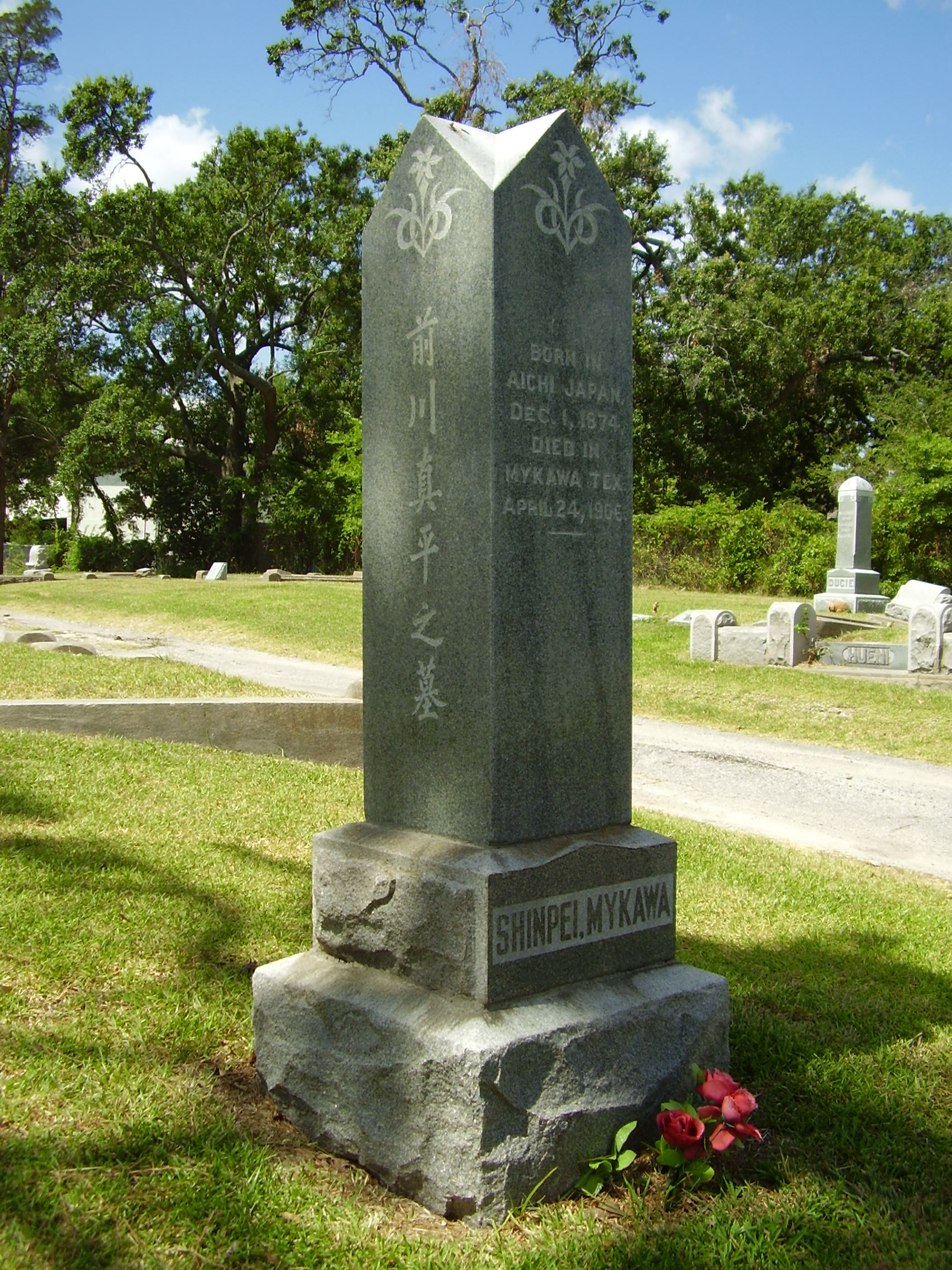
ハリウッド墓地にある前川真平の墓